# Ernesto Cavour
Pour les articles homonymes, voir Cavour.
Ernesto Cavour, né le 9 avril 1940 à La Paz (Bolivie) et mort le 7 août 2022 dans la même ville, est un musicien, écrivain et théoricien de la musique andine, de nationalité bolivienne. Il est connu pour être l'inventeur de différents instruments qui ont enrichi le folklore bolivien. 

## Carrière musicale
Il entame sa très longue carrière en 1957, comme soliste. Sa virtuosité avec le charango est reconnue internationalement.
Ernesto Cavour est aussi le fondateur du groupe Los Jairas, avec qui il a su diffuser et promouvoir la musique traditionnelle bolivienne jusqu'en Europe.
Il a produit plus de soixante albums.
En 2018, il reçoit la distinction du Prix national de culture de Bolivie Premio Nacional de Cultura (Bolivia) (es).

## Musée du charango

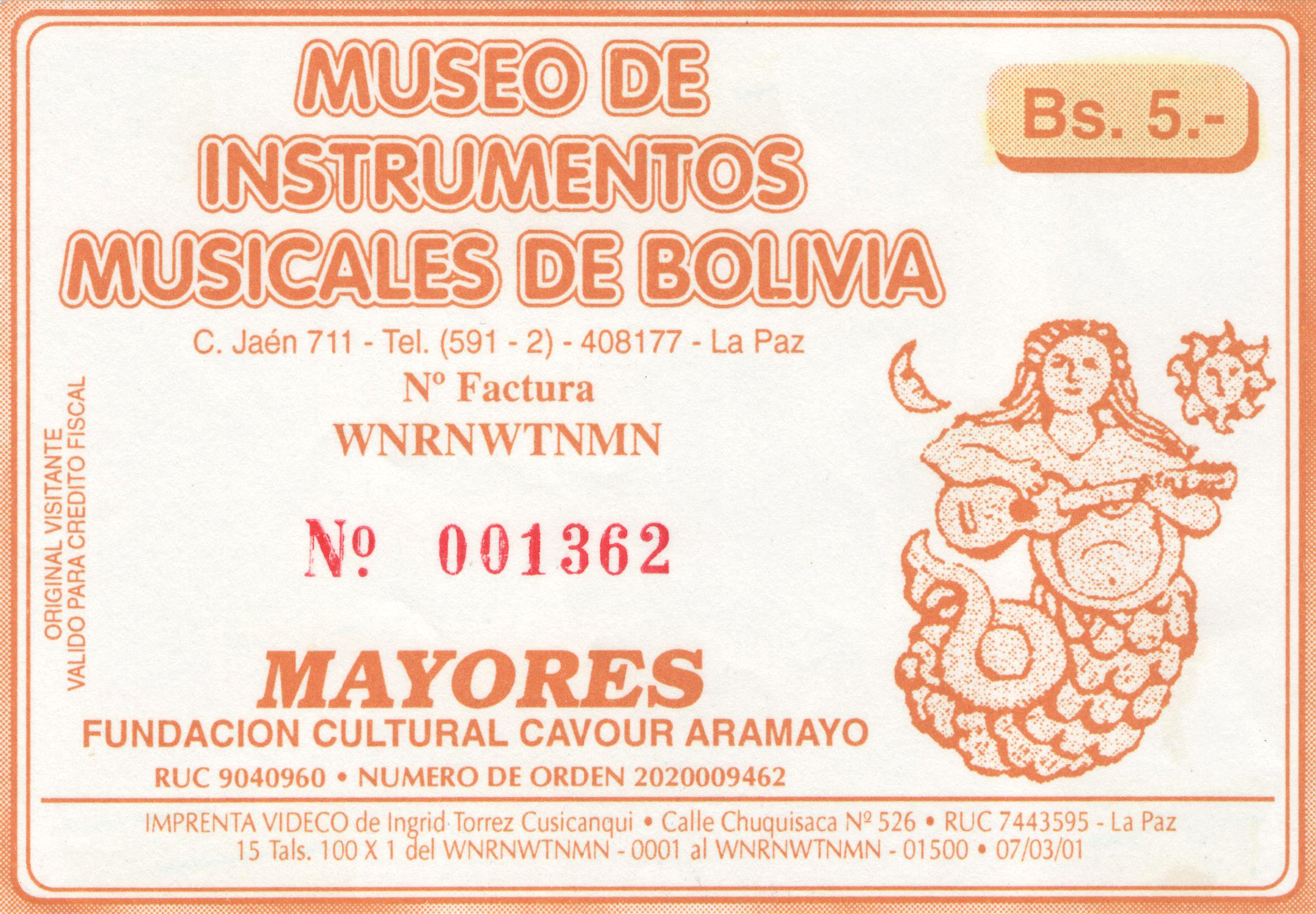
Musée des instruments de musique de Bolivie, à La Paz.

Le musée des instruments de musique de La Paz expose plus de 2 000 instruments provenant de sa collection personnelle, ainsi que tous les instruments créés par cet artiste polyvalent. Parmi ses inventions les plus importantes figurent le charango en étoile, la guitare à double bras, ainsi qu'une version améliorée de la zampoña, instrument popularisé dans tout le pays grâce au groupe Los Kjarkas.

## Bibliographie

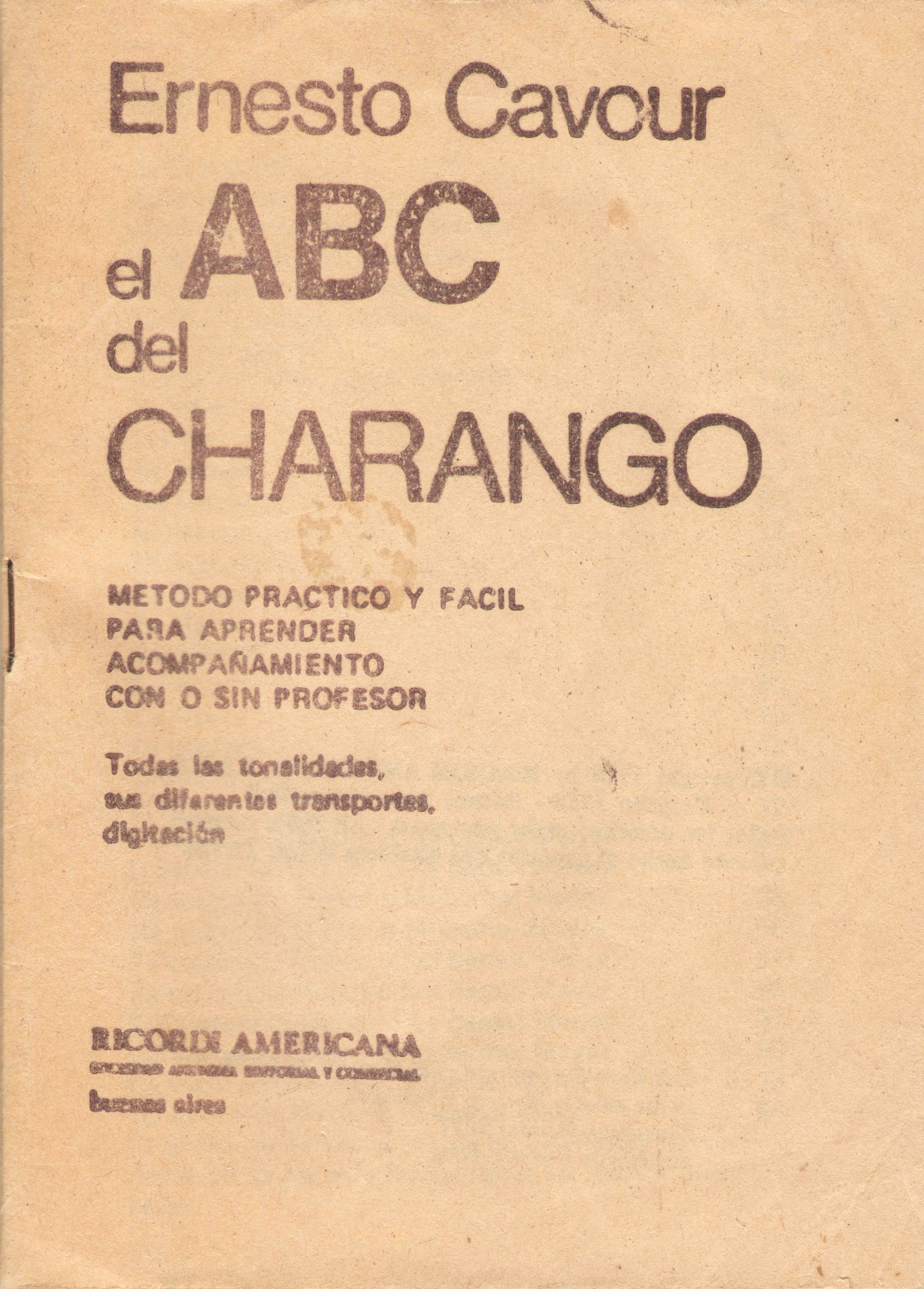
El ABC del charango.

### Méthodes
- El ABC del charango
- Aprenda a tocar el charango, méthode audiovisuelle
- La quena
- Aprenda a tocar guitarra, méthode audiovisuelle
- Aprenda a tocar la quena, méthode audiovisuelle
- Aprenda a tocar zampoña, méthode audiovisuelle
- El ABC de la mandolina
- Metodo para walaycho y roncoco
- La zampoña cromática de dos filas
- Metodo para concertina